# Richterliches Prüfungsrecht
Das richterliche Prüfungsrecht ist ein aus dem US-amerikanischen Recht stammendes Konzept, das in der Weimarer Reichsverfassung in Deutschland zu Verbreitung kam und die Überprüfung der Gültigkeit von Parlamentsgesetzen am Maßstab der Verfassung durch die Gerichte bezeichnet. Heute ist in Deutschland der Begriff der Normenkontrolle gebräuchlicher.

## Herkunft
Die Idee der Normenkontrolle stammt aus den Vereinigten Staaten von Amerika. Schon unter den Konföderationsartikel wurde in Fällen wie Rutgers v. Waddington ein Judicial Review von Anwälten gefordert, doch erst 1803 bestätigte das höchste US-amerikanische Bundesgericht, der U.S. Supreme Court unter Chief Justice John Marshall, im Verfahren Marbury v. Madison das Judicial Review am Maßstab der Bundesverfassung  indem es den Judiciary Act of 1789 als nicht verfassungsgemäß und damit ungültig erklärte.

## Import
Ein frühes Beispiel für die Inanspruchnahme eines richterlichen Prüfungsrechts im deutschen Rechtsbereich ist die Entscheidung des Obergerichts Danzig vom 7. Februar 1923. In der Weimarer Republik setzte sich das richterliche Prüfungsrecht erst mit einer Entscheidung des Reichsgerichts vom 4. November 1925 durch. Vorangegangen war eine intensive juristische und politische Diskussion in der Rechtswissenschaft. Dabei stützten sich die rechtlichen Argumente auf verschiedene Vorschriften der Weimarer Reichsverfassung (WRV): auf Art. 13 Abs. 2 WRV, der die Normenkontrolle für bestimmte Konstellationen gewährleistete, auf Art. 102 WRV, der die Richter einzig dem Gesetz unterwarf, und auf Art. 70 WRV, der den Reichspräsidenten anwies, die verfassungsmäßig zustande gekommenen Gesetze auszufertigen.
In der Diskussion erwiesen sich die rechtlichen Argumente als ambivalent. Daher folgerten die Rechtsgelehrten der Zeit, dass politische Argumente die Frage beantworten müssten. Die Verbindung von „juristischen“ und „politischen“ Funktionen war damals also nicht nur denkbar, sondern sie wurde praktiziert. Dabei widersprachen liberale Staatsrechtslehrer wie Gustav Radbruch dem Prüfungsrecht, um das Parlament vor einer überwiegend konservativen Richterschaft zu schützen. Auf der anderen Seite fochten konservative Rechtsgelehrte für die Normenkontrolle. Triepels zentrale Aussage sollte später noch oft zitiert werden: „[D]as richterliche Prüfungsrecht ist in der parlamentarischen Republik, wenn nicht der einzige, so doch der wichtigste Schutz der bürgerlichen Freiheit gegenüber einem machthungerigen Parlament“.
Die Debatte entschied erst das Reichsgericht mit dem genannten Urteil vom 4. November 1925. Angesichts der Intensität, mit der vorher gestritten worden war, gelten die Ausführungen des Gerichts als „apodiktisch“:
„Da die Reichsverfassung selbst keine Vorschrift enthält, nach der die Entscheidung über die Verfassungsmäßigkeit der Reichsgesetze den Gerichten entzogen und einer bestimmten anderen Stelle übertragen wäre, muß das Recht und die Pflicht des Richters, die Verfassungsmäßigkeit von Reichsgesetzen zu prüfen, anerkannt werden.“
Fortan prüften die Gerichte die Vereinbarkeit von Reichsgesetzen mit der Verfassung ohne Weiteres. Gleichwohl blieben Fälle selten, in denen ein höchstes Gericht ein Reichsgesetz für unwirksam erklärte.
Verfassungstextliche Absicherung erfuhr das richterliche Prüfungsrecht erst nach Ende des Zweiten Weltkriegs, zunächst in einigen Landesverfassungen, dann im Grundgesetz für die Bundesrepublik Deutschland.